# Paracles ubiana
Paracles ubiana är en fjärilsart som beskrevs av Druce 1898. Paracles ubiana ingår i släktet Paracles och familjen björnspinnare. Inga underarter finns listade i Catalogue of Life.